# ユニコーン (ポーの一族)
「ユニコーン」は、前作「春の夢」で40年ぶりに再開された、吸血鬼一族の物語を描いた萩尾望都のファンタジー漫画作品『ポーの一族』新シリーズの一作である。『月刊フラワーズ』（小学館）2018年7月号から9月号および2019年5月号から6月号にかけて掲載された。
『ポーの一族』のシリーズ17作目の作品である。旧シリーズ最終作の「エディス」で行方知れずとなっていたエドガー・ポーツネルが、再び姿を現すところから始まる作品で、旧シリーズや「春の夢」でも明らかにされていなかったポーの一族の秘密の一端やポーの村の成り立ちに言及されている。本作は、年代と舞台が異なる4つの章から構成されるという、従来の作品にはなかった展開が見られる。
なお、「Vol.1 わたしに触れるな」は、エドガーがほとんど炭と化した塊のアラン・トワイライトを元に戻すためにバリー・ツイストについていくところで終わっており、Vol.2以降にはその続きは描かれていない。作者は「「ユニコーン」の続きは2020年に入ってから」と述べている。

## あらすじ

### Vol.1 わたしに触れるな
2016年、ミュンヘンで、ファルカはエドガーと再会を果たす。しかし、エドガーは触れた瞬間に相手の“気”を吸いつくしてしまう危険な状態にあった。エドガーは、1976年エヴァンズ家の火災から“目”の力で、老ハンナに拾われてメリーベルと共に育てられた“グールの丘”と呼ばれる場所の地下の墓地の崩れた洞窟に移動していた。ひどく衰弱したエドガーは“グール”のような怪物の姿に変化してしまい、前年の暮れにアーサー・トマス・クエントン卿を訪れ、彼のもとでようやく、やせて少し小さくなってしまってはいたものの、元の姿に回復できたのであった。しかし、指はまだ回復していないため黒い手袋をはめていた。そして、エドガーはほとんど炭と化した塊のアランを元に戻して欲しいとファルカに頼む。
そこへファルカに怪物の“ダイモン”と呼ばれる男（バリー・ツイスト）が現れ、アランを蘇らせる方法を知っているという。さらに、そこへ現れたシルバーは、男を疫病神の“バリー”と呼び、エドガーと同じく大老ポーの直系の血を受けたが、のちに大老ポーにポーの村から追放されたのだという。バリーは大老ポーのことを“天敵”と呼び、「ヤツをつかまえ殺すのがオレの生きがいだ」という。ファルカはバリーに“気”の貯金箱代わりに使われ、時々現れては絞り取られて何度も殺されかけた過去を話してエドガーを引き止めるが、エドガーはアランを取り戻すために悪魔とだって契約すると言い放ち、バリーについてゆく。

### Vol.2 ホフマンの舟歌（バルカロール）
1958年2月、ベネチアでサンタルチア協会のサルヴァトーレ主催のコンサートに招かれて、エドガーとアラン、ファルカとブランカが集いダン・オットマーと再会する。そこへバリーが“ミューズ”と名乗って現れる。バリーはコンサートの常連であった。大老ポーも1890年のコンサートを聞きにきたことがあり、そのときに「世界で1番美しい舟歌」と評した「ホフマンの舟歌」（バルカロール）は、その後コンサートの定番となっていた。そして、“ミューズ”と名乗るバリーと、かつてサルヴァトーレが恋したエステルの娘、ジュリエッタが「ホフマンの舟歌」をコンサートの最後の曲として歌う中、エドガーは「ルチオ一族」の始祖、シスター・ベルナドットと面会する。
エドガーは、シスター・ベルナドットが大老ポーと共にかつてはギリシャの巫女と神官で「シビュラの預言者」と呼ばれていたこと、ギリシャ滅亡後、ローマに逃れて神殿の神職についたが、ローマが国教をキリスト教に変えたため異教徒、悪魔と見なされて追われ、北方へ逃れた大老ポーら「ポーの一族」に対し、「ルチオ一族」はベネチアに留まり貴重な古代の予言書などの管理を行っている、またバチカンとも連絡を取りあっているなどの話を聞く。そして、彼女はエドガーに、おまえのような子供が生きていくのは大変だろうと、ルチオの方で引き取ることを申し出るが、エドガーは礼を述べはするものの「古書の整理はやらない」と断る。
その間にコンサートは終わり、アランが「こんな美しい歌を聞いたのは……生まれて初めてだよ」とバリーとジュリエッタの歌を絶賛すると、バリーはその礼にと自分の秘密の名前をアランに教え、すぐに忘れるよう暗示をかける。

### Vol.3 バリー・ツイストが逃げた
1975年6月、ロンドンにて、エドガーとアランがイーストサセックスのストラトフォード・ウェルズに住むアーサー・トマス・クエントン卿にバラを送るために花屋を訪れた際、エドガーはクロエが病院に入っていくのを目撃する。エドガーは、公園のバラを見たがるアランを残してクロエの後を追う。「春の夢」でポーの村のバラを枯らして逃げ、村を追放されたクロエは、シスターとして病人たちに聖書の朗読をしながら殺さない程度に少しずつ“気”を吸い取ることで生きていた。エドガーは、かつての凶暴さをなくしたクロエにポーの村へバラを送っているというと、村のバラは100年も経てば再生するとクロエはいう。そして、クロエはエドガーに、1000年以上も昔、バリー・ツイストがバラを枯らして逃げたときのことを語って聞かせる。
9世紀頃、クロエが住んでいたヨークシャーの小さな村では流行り病のため家族を初め村中の人間が死んでしまい、クロエも死にかけていたところを、老ハンナに救われて仲間に加わった。そこには大老ポーや天使のように美しいフォンティーン、彼の異母弟のバリー・ツイストたちがいた。小さな谷にポーの村を作り始めた老ハンナとクロエたちブリトン人に対し、大老とフォンティーン、バリーら9人のローマ人たちは「ポーの一族」を名乗り、砦跡にあるトリッポの城に住みついた。やがてトリッポの城主となったフォンティーンは、大老ポーの忠告を無視し、不老を隠さず堂々と人間を狩り従えていた。フォンティーンに恋していたクロエは城で暮らしたがり、反対する老ハンナへの反発もあり、ある夜、クロエはシルバーを連れて村から城へ向かって逃げだしたところ、城と町が燃えているのを目撃する。何年経っても年を取らない城主とその取り巻きたち、周辺の村人たちが少しずつ消えていき、夜な夜な血を求めて彷徨う者たちが出没するため、トリッポの城は悪魔の城と呼ばれ、教会付きの騎士たちが征伐に向かい、大老ポーも彼らを手伝って仲間たちを燃える城に閉じ込めたのだという。そして、そこからただ1人バリー・ツイストだけが逃げのびていた。
その夏、村のバラはこれまでにないほど大輪の花を咲かせ、冬になっても咲き誇っていた。雪の日に村に戻ってきたバリーは、兄フォンティーンに会わせて欲しいと大老ポーに懇願する。フォンティーンは村の畑の下の地下深くで、美しい姿のままバラの根茎に絡みつかれて眠りについていた。冬になってもバラが枯れないでいたのはフォンティーンの力によるものだった。老ハンナの説得により村で働くことになったバリーだが、ある日、村中のバラを枯らして逃げて行ってしまった。その後、バラが再び咲くようになるのに100年近くかかった。バラが咲くようになってから、フォンティーンを近くに感じるのを嫌った老ハンナは、大老ポーとともに村を出たのだという。それを聞いたエドガーは、それから2人はウェールズのスコッティの村に来たのだと思い至る。大老ポーと老ハンナがいなくなった村に残されたクロエは、時々地下の洞窟に降りては、美しい姿のまま動かないフォンティーンを見ることに幸福を感じていた。それを聞いたエドガーは、村が好きではなかった、埋められた男を知った後ではますますいやになった、クロエも外に出て良かったのだというが、クロエは「あの地下にいた間はずっと彼は私だけのものだった」と、もうフォンティーンに会えないことを嘆く。
一方、公園でバラを見ていたアランの前にバリーが現れる。バリーはアランに以前見せた地下に作った「天国」、アランいわく「地獄」を見せたがったが、アランは拒絶する。公園からアランが去ったあと、クロエはバリーに、あの子たちに関わらない方がいい、自分は一度ひどい目にあったと忠告する。
翌1976年6月、エヴァンズ古物商の火災を目撃したバリーは、クロエが止めるのも聞かずに古物商に飛び込み、そこでアランが燃え盛る階下に落下し、その後を追ってエドガーが飛び降りるのを目撃する。意識がないまま残されたエディスを水びたしの浴槽に避難させたのはバリーだった。焼け残った古物商の前にファルカとアーサー・クエントン卿と共に立ち尽くすブランカは、「消えてない…… どこかにいる……」とつぶやく。

### Vol.4 カタコンベ
1963年、ロンドン郊外でひとりボートに揺られるアランの前に、バリーが現れる。バリーはアランにバリー・ツイストが本名だと教え、ファルカとは吟遊詩人のチームを組んでヨーロッパをあちこち旅したことや自分には美しい兄がいたことを話し、今はひとりだという。そして、何百年もひとりで秘密の誰も知らない場所に美しい塔を造っていて、誰にも見せたことはないが、アランには友だちになりたいから特別に見せてもいいという。そして、アランを連れて“目”の力でカタコンベ（地下墓地）に移動する。ドアの先にあったのは、骨と遺跡の石を石膏で固めて白いペンキで塗られた不気味な塔だった。
そこでバリーは、自分には強い敵がいて、戦っては負けて、カラカラに絞り取られてカタコンベに放り込まれ、100年も経つと回復してまた戦いに挑む、これをずっと繰り返しているという。その戦いは、地下深くに剣でも斧でも切れない根に縛られて1000年ほど閉じ込められている兄を助けるためであった。その敵に兄を開放してもらうよう頼めばいいというアランにバリーは、あいつは自分たちを支配していたいから、兄が言うことを聞かなくなったために怒って兄を閉じ込めた、そんなやつに平伏したりしないという。そして「勝てないのに？」というアランを、バリーは塔に閉じ込めて消えてしまう。錯乱したアランはバリーの名を泣き叫び、挙句に「ユニコーン！」と叫ぶ。すると現れたバリーが、アランになぜその名前を知っているのかと聞くと、アランは「あんたが教えただろ、ベニスで」といい、「もどせ！ ユニコーン」と叫ぶと、2人は元の池に戻った。そして「どっか行け！ ぼくに近寄るな！」と言い放って立ち去るアランをバリーは呆然として見送った。
ユニコーンは、兄フォンティーンがバリーに名づけた、兄だけが知っている名前であった。バリーはベニスでアランにその名前を教えはしたが、すぐに忘れる暗示をかけていた、その名前をアランは錯乱した中で思い出したのだった。ひとり残されたバリーは、なぜその名前を呼ばれると逆らえないのか自問し、わけが分からないと思い悩む。

## 掲載誌情報
- Vol.1 わたしに触れるな（『月刊フラワーズ』2018年7月号）
- Vol.2 ホフマンの舟歌（バルカロール） 前編（『月刊フラワーズ』2018年8月号）
- Vol.2 ホフマンの舟歌（バルカロール） 後編[注 6]（『月刊フラワーズ』2018年9月号）
- Vol.3 バリー・ツイストが逃げた（『月刊フラワーズ』2019年5月号）
- Vol.4 カタコンベ（『月刊フラワーズ』2019年6月号）